# علوم إنسانية

## معنى «العلم»
عقّد الغموض والارتباك الناتج عن استخدام التعبيرات 'علم'، و'علم تجريبي'، و'المنهج العلمي' من استخدام التعبير 'العلوم الإنسانية' فيما يتعلق بالأنشطة البشرية. اشتقت كلمة 'science' (علم) من الكلمة اللاتينية scientia وتعني 'المعرفة'. ويعد استخدام كلمة «علم» ملائمًا للإشارة إلى أي فرع من فروع المعرفة أو من مجالات الدراسة التي تبحث في الوقائع أو الحقائق المرتبة ترتيبًا منهجيًا لإظهار عمل القوانين العامة.
ومع ذلك، ووفقًا لأصحاب النظرية الوضعية، فإن المعرفة الحقيقية الوحيدة هي المعرفة العلمية التي تأتي من التأكيد الوضعي للنظريات من خلال المنهج العلمي الصارم. ونتيجة للتأثير الوضعي، يستخدم التعبير علم غالبًا كمرادف للعلم التجريبي. فالعلم التجريبي هو المعرفة القائمة على المنهج العلمي، وهو مقاربة منهجية للتحقق من المعرفة، وضع هذا العلم في الأصل للتعامل مع الظواهر الفيزيائية الطبيعية ويؤكد على أهمية التجربة القائمة على الملاحظة الحسية. ومع ذلك، حتى فيما يتعلق بالعلوم الطبيعية، يوجد فرق كبير بين العلماء وفلاسفة العلم فيما يتعلق بما يشكل الطريقة العلمية الصحيحة — مثل علم الأحياء التطوري، والجيولوجيا وعلم الفلك التي تدرس العديد من الأحداث التي لا يمكن أن تتكرر، ويمكن أن تستخدم طريقة السرد التاريخي وحديثًا، تم توسيع استخدام التعبير ليشمل دراسة الظواهر الاجتماعية البشرية أيضًا. وبالتالي، تصنف العلوم الطبيعية والاجتماعية بوصفها علومًا، بينما تصنف دراسة الكلاسيكيات، واللغات، والأدب، والموسيقى، والفلسفة، والتاريخ، والدين، والفنون البصرية والمسرحية ضمن الإنسانيات. ويتفاقم الغموض فيما يتعلق بمعنى تعبير العلم بالاستخدام الواسع لتعبير العلوم الشكلية بالإشارة إلى أي من العلوم المتعددة التي تختص بالشكل المجردالذي لا يمكن التحقق من صحته بالتجارب الفيزيائية عن طريق الحواس، مثل المنطق، والرياضيات والفروع النظرية لعلوم الكمبيوتر، نظرية المعلومات، والإحصاءات.

## معلومات تاريخية
تشير العلوم الإنسانية (أيضًا العلم الاجتماعي الإنساني، والعلوم الأخلاقية) إلى البحث في حياة الإنسان ونشاطاته باستخدام منهجية الظواهر التي تعترف بصحة التجارب الحسية والنفسية. فتتضمن على سبيل المثال لا الحصر الطرق الإنسانية للبحث في مجال العلوم الاجتماعية والإنسانيات، وتتضمن التاريخ، وعلم الاجتماع، وعلم النفس، وعلم الإنسان، والاقتصاد. فيتناقض استخدامها لمنهج القوانين التجريبية الذي يشمل التجربة النفسية مع النهج الوضعي الملائم للعلوم الطبيعية التي تستثني جميع الطرق غير القائمة على الملاحظات الحسية فقط. وبالتالي غالبًا ما يستخدم هذا التعبير للتمييز بين محتوى مجال الدراسة ومحتوى العلوم الطبيعية، والتمييز بين منهجيته.

### التطورات الأولية للعلم الإنساني
استخدم ديفيد هيوم تعبير العلوم الأخلاقية في بحثه حول مبادئ الأخلاق للإشارة إلى الدراسة المنهجية للطبيعة البشرية والعلاقات. تمنى هيوم تأسيس «علم الطبيعة البشرية» يقوم على ظواهر القوانين التجريبية، ويستثني كل ما لا ينشأ عن الملاحظة والرصد. وبرفض التفسيرات الغائية، والإلهيات وما وراء الطبيعة، سعى هيوم لتطوير منهج وصفي أساسي، يهتم بوصف هذه الظواهر بدقة. وشدد على ضرورة تفسير المحتوى المعرفي للأفكار والمفردات بعناية، لتربطها بجذورها التجريبية ودلالتها في العالم الحقيقي.
تبنى مجموعة متنوعة من المفكرين الأوائل في العلوم الإنسانية منهج هيوم. رأى آدم سميث، على سبيل المثال، أن الاقتصاد يندرج ضمن العلوم الأخلاقية من منظور هيوم.

### التطورات الحديثة
في رد فعل جزئي على إنشاء الفلسفة الوضعية وتدخلات الكونت في المجالات الإنسانية التقليدية مثل علم الاجتماع، بدأ باحثو العلوم الإنسانية الذين لا يؤمنون بالوضعية في التمييز بدقة وشكل قاطع بين المقاربة المنهجية الملائمة لمجالات الدراسة هذه، والتي من أجلها تدرس الخصائص الفريدة والمميزة للظواهر أولاً (مثل كتب السيرة)، والعلوم الطبيعية، والتي تكون القدرة على ربط الظواهر بالمجموعات المعممة شيئًا رئيسيًا بها. في هذا السياق، فاضل يوهان جوستاف دريزن حاجة العلوم الإنسانية لفهم الظواهر محل الدراسة مع حاجة العلوم الطبيعية لتفسير الظواهر، بينما ابتكر فيلهلم فيندلباند التعبيرات المقارنة بالذات للدراسة الوصفية للطبيعة الفردية للظواهر، والتشريعي للعلوم التي تهدف إلى تعريف القوانين المعممة.
جمع دلتاي بين محاولات القرن التاسع عشر لصياغة المنهجية الملائمة للعلوم الإنسانية مع تعبير هيوم «العلوم الأخلاقية»، والتي ترجمها إلى Geisteswissenschaft - وهو تعبير ليس له مكافئ دقيق في الإنجليزية. حاول دلتاي التعبير عن مجموعة العلوم الأخلاقية بأكملها بطريقة شاملة ومنهجية. وفي الوقت نفسه، يشمل تصوره "Geisteswissenschaften" أيضًا الدراسة آنفة الذكر للكلاسيكيات، واللغات، والأدب، والموسيقى، والفلسفة، والتاريخ، والدين، والفنون البصرية والمسرحية. فوصف الطبيعة العلمية لدراسة ما وفقًا لـ:
- الاقتناع أن التصور يسمح بالوصول إلى الحقيقة
- الطبيعة البديهية للتفكير المنطقي
- مبدأ العلة الكافية

إلا أن الطبيعة المحددة لـ Geisteswissenschaften تعتمد على الخبرة «الداخلية» (Erleben)، و«فهم» (Verstehen) معنى التعبيرات و«استيعاب» علاقات الجزء والكل – على العكس من Naturwissenschaften ويعني «تفسير» الظواهر عن طريق القوانين الفرضية في «العلوم الطبيعية».
بلور إدموند هوسرل، تلميذ فرانز برينتانو، فلسفته القائمة على الظواهر بطريقة ما يمكن النظر إليها بوصفها أساسًا لمحاولة دلتاي. قدر دلتاي أول مسودات هوسرل Logische Untersuchungen (1900/1901)، الخاصةبعلم الظواهر) بوصفها «مطلع عهد جديد» لأساس معرفي لتصوره لـ Geisteswissenschaften.
وفي السنوات الأخيرة، استخدم تعبير «العلوم الإنسانية» للإشارة إلى «فلسفة ونهج لعلم يسعى إلى فهم التجربة الإنسانية من منظور ذاتي عميق، وشخصي، وتاريخي، وقريني، عبر ثقافي، وسياسي، وروحاني. فالعلوم الإنسانية هي علوم الصفات وليس الكميات، كما أنها أغلقت الخلاف بين الذات-الموضوع في العلوم. كما أنها تتناول الطرق التي تتيح للتأمل الذاتي، والفن، والموسيقى، والشعر، والدراما، واللغة، واللغة المجازية أن تعكس حالة الإنسان. وعندما تكون العلوم الإنسانية تفسيرية، وتأملية، وتقديرية، فإنها تعيد فتح الحوار بين العلم، والأدب، والفلسفة.»

## خبرات الموضوع ضد الذات
منذ دراسات أوغست كونت، سعت العلوم الاجتماعية الوضعية إلى تقليد نهج العلوم الطبيعية من خلال التأكيد على أهمية الملاحظات الخارجية الموضوعية والبحث عن قوانين عامة تقوم عملها على ظروف أولية خارجية لا تأخذ في اعتبارها الاختلاف في الإدراك الشخصي الموضوعي والموقف. يقول النقاد أن التجربة الإنسانية الذاتية والنية تلعب دورًا محوريًا في تحديد السلوك الاجتماعي البشري أي أن النهج الموضوعي للعلوم الاجتماعية محدد للغاية. وبرفض النفوذ الوضعي، فإنهم يقولون أن المنهج العلمي يمكن تطبيقه تطبيقًا صحيحًا على التجارب الذاتية والموضوعية. يستخدم التعبير «ذاتي» في هذا السياق للإشارة إلى الخبرات النفسية الداخلية وليس الحسية الخارجية. ولا يستخدم في سياق الدوافع الشخصية أو المعتقدات.